# Xarjah (ciutat)
Xarjah (àrab: الشارقة, ax-Xāriqa, pronunciat en el dialecte local ax-Xārja) és la capital de l'emirat de Xarjah als Emirats Àrabs Units amb una població de més de 500.000 habitants (5/6 parts dels habitants de l'emirat) dels quals només el 20% són nacionals. Forma una ciutat continua amb Ajman al nord i Dubai al sud, i aquest conjunt només està separat tres o quatre km de la zona franca d'Hamriyah al nord d'Ajman i a 6 km al sud d'Umm al-Qaiwan.
Disposa de diversos museus, el més interessant el Museu Arqueològic de Xarjah on s'exposen les troballes principalment de la zona del golf d'Oman. El Museu d'Història Natural i Parc del Desert està dedicat a la flora i fauna del país i fou obert el 1997. El Museu de la Ciència, dedicat als avanços científics, fou obert el 1996 el mateix any que es va obrir el Museu Islàmic; el Museu del Patrimoni està format per diversos museus: Souq Al Arsah, Bait Al Naboodah, Al Midfaa House i Al Hisn Xarjah tots dedicats a objectes tradicionals de la gent del país. Al-Hisn Xarjah fou la residència habituals dels xeics de Xarjah i fou construït a començaments del segle xix. Hisn Kalba, residència que fou del xeic de Kalba també és un museu integrat en aquest grup però a la ciutat de Kalba.
A la ciutat hi ha hospitals, escoles, la Universitat de Xarjah (fundada el 1997), parcs públics, centres comercials, i edificis administratius; disposa també de diverses mesquites totes de nova construcció. L'Expo Centre de Xarjah celebra una fira anyal sobre llibres. La policia (creada el 1967 sota el nom de Seguretat General i Força de policia) fou transferida en part al govern federal el 1971 però el 1995 i 1996 la secció local va quedar regulada específicament i té la seu a la ciutat.
El port també és important i porta el nom de Port Khalid.
Al nord-est de la ciutat, a la vora de la frontera amb l'emirat d'Ajman, hi ha l'Aeroport Internacional de Xarjah.
La municipalitat fou fundada el 1927, i és una de les més velles dels Emirats i de la regió dels golf. A seva bandera és blanca amb el símbol vers al centre.